# Cascades de Lecorci
Les Cascades de Lecorci sont situées dans les localités de Sorgiulai et Mercudalè, dans la municipalité d'Ulassai, dans la province de Nuoro en Sardaigne. Les eaux jaillissent d'un bas côté de la montagne Tacco, provenant des imposantes grottes de su Marmuri, descendent avec divers ruisseaux jusqu'à ce qu'après trois kilomètres, elles traversent les eaux d'une autre cascade du même lieu: les cascades de Lequarci, après quoi elles se précipitent impétueusement pour une nouvelle différence de hauteur de 75 mètres avant de se déverser dans de petits lacs. Elles ne sont observables que pendant les périodes de fortes précipitations. 

## Galerie d'images

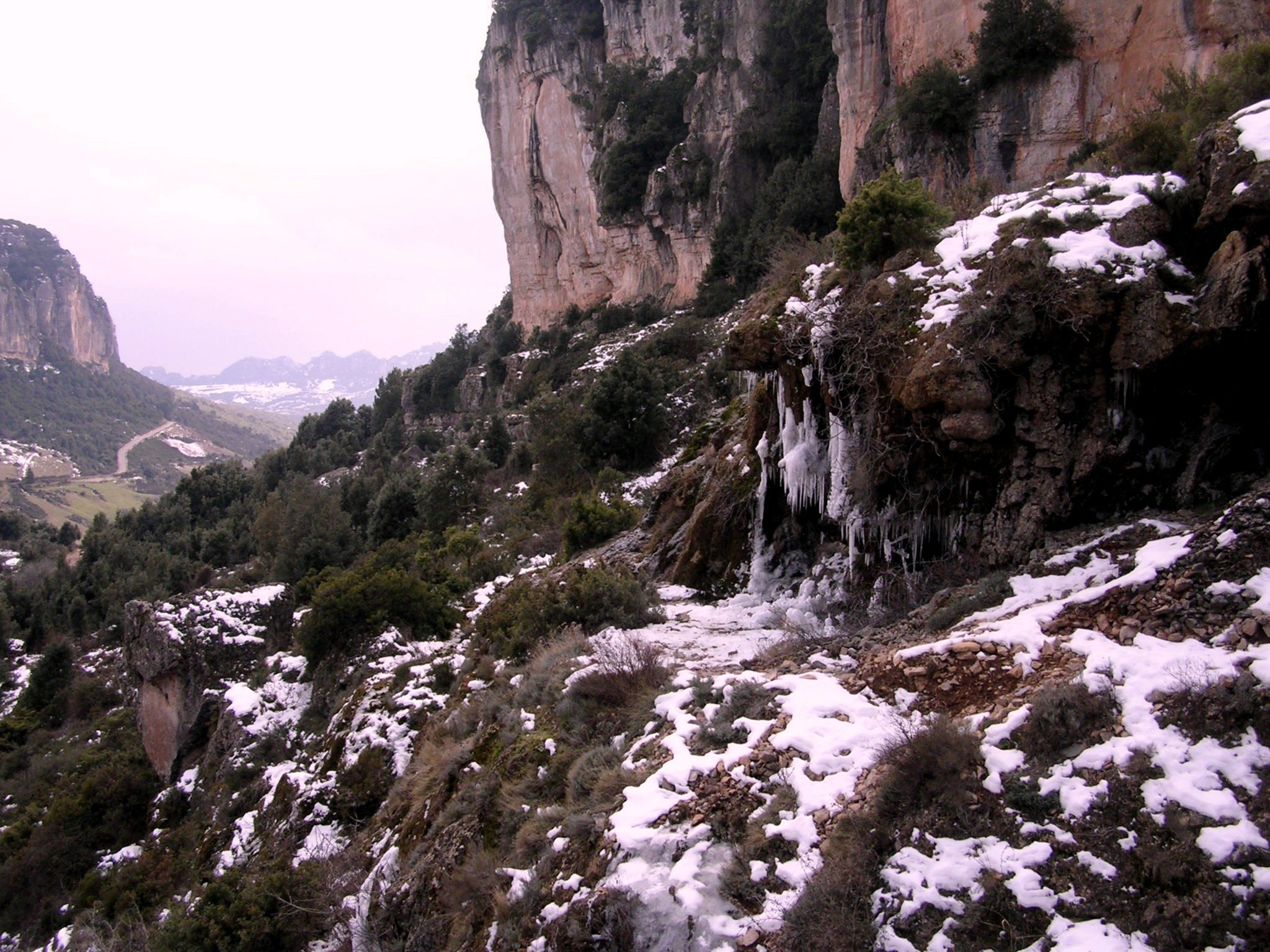
Cascades de Lecorci en hiver

## Articles associés
- Cascades de Lequarci
- Ulassai